# زمان در استرالیا
|  | استاندارد                  | DST                        | منطقه | نواحی              |
|  | -------------------------- | -------------------------- | ----- | ------------------ |
|  | یوتی‌سی ۸:۰۰+ (year round)  | یوتی‌سی ۸:۰۰+ (year round)  | غربی  | WA                 |
|  | یوتی‌سی ۹:۳۰+ (year round)  | یوتی‌سی ۹:۳۰+ (year round)  | مرکزی | NT                 |
|  | یوتی‌سی ۹:۳۰+               | یوتی‌سی ۱۰:۳۰+              | مرکزی | SA                 |
|  | یوتی‌سی ۱۰:۰۰+ (year round) | یوتی‌سی ۱۰:۰۰+ (year round) | شرقی  | QLD                |
|  | یوتی‌سی ۱۰:۰۰+              | یوتی‌سی ۱۱:۰۰+              | شرقی  | NSW, TAS, VIC, ACT |

زمان در استرالیا (انگلیسی: Time in Australia) به سه ناحیه زمانی مختلف دسته‌بندی می‌شود. این سه ناحیه شامل زمان استاندارد استرالیای غربی (+۰۸:۰۰ یو تی سی)، زمان استاندارد استرالیای مرکزی (+۰۹:۳۰ یوتی‌سی) و زمان استاندارد استرالیای شرقی (+۱۰:۰۰ یوتی‌سی) می‌باشد.